# Eugen Sterpu
Eugen Sterpu (kallad Gicu) född 10 juni 1963 i Dămăşcani, Moldaviska SSR, (Sovjetunionen), är en estnisk konstnär bosatt i Tallinn, Estland.
Sterpu har utvecklat en speciell och egen teknik med pastellfärger. Han ritar på sandpapper och använder dessutom lack vid bearbetningen av sina arbeten. Resultatet är starka och klara färger. Användningen av en speciell passepartout framhäver färgernas kontrast och klarhet på ett sofistikerat sätt. Utbildningen i skulptur har fördjupat hans känsla för arkitektur varifrån han ofta hämtar motiv till sina tavlor. Med sin speciella teknik skapar Sterpu en tredimensionell effekt i sina verk.

## Biografi

### Privatliv
Eugen Sterpu studerade åren 1975–1981 i Konstnärshögskolan i Moldavien och åren 1981–1989 i Eesti Riiklik Kunstiinstituut (nytt namn från år 1989 Eesti Kunstiakadeemia). Han har specialiserat sig på skulptur.
Han var gift med konstnären Viive Sterpu.

### Karriär
Under åren 1994–1995 undervisade Sterpu vid Konstnärshögskolan i Moldavien. Han har haft privata och kollektivutställningar i Moldavien, Rumänien, Danmark, Estland, Finland, Sverige och Ryssland.
Eugen Sterpu är medlem av Eesti Kunstnike Liit (Estlands konstnärförbund).